# Androfagowie

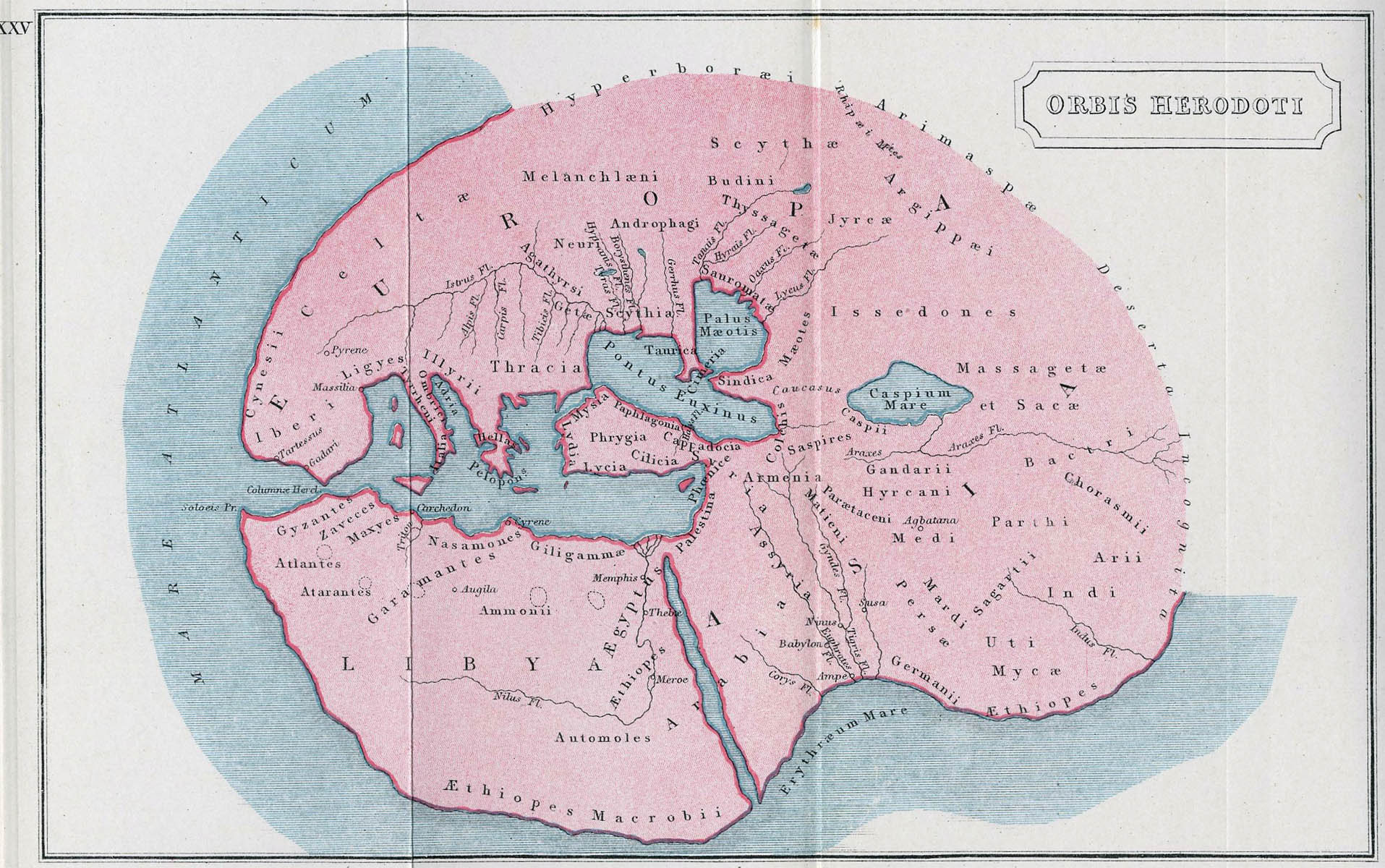
Androfagowie/Androphagi na mapie „Świat Herodota” z XIX wieku

Androfagowie (gr. Ἀνδροφάγοι, dosł. „ludożercy”) – starożytny lud koczowniczy wzmiankowany przez Herodota.
Mieszkali na północ od Scytów i na wschód od Neurów. Chociaż ubierali się podobnie do Scytów, różnili się od nich językiem. Grecki historyk przypisuje im „najdziksze obyczaje”, w tym praktykowanie kanibalizmu. Siedziby Androfagów lokalizowane są na terenach stepowych rozciągających się na wschód od Dniepru.
Identyfikowani z ludnością pochodzenia fińskiego, przodkami Mordwinów lub Lapończykami. Według innych hipotez była to zugrofinizowana ludność pierwotna. W tym wypadku próbowano greckie Ἀνδροφάγοι odczytać jako zniekształconą nazwę Samojedów, co wydaje się jednak mało prawdopodobne.